# Gregoriaanse missie
De Gregoriaanse missie (of augustijner missie) werd in het jaar 596 door paus Gregorius de Grote naar het koninkrijk Kent, in het latere Engeland, gezonden om daar de Angelsaksen tot het christendom te bekeren. Onder leiding van Augustinus van Canterbury slaagde deze missie in haar doel. Op het moment van het overlijden van de laatste oorspronkelijke missionaris, bijna zestig jaar later (in 653), was het christendom in het zuiden van Brittannië naar later bleek definitief gevestigd. Samen met de Ierse en Frankische missies werden ook andere delen van Britannia bekeerd. Ook beïnvloedde de Gregoriaanse missie de latere Iers-Schotse missie naar het vasteland van Europa.
Kort nadat het Romeinse Rijk in 410 zijn legioenen uit de provincie Britannia had teruggetrokken, kregen de oostelijke kuststreken van het eiland te maken met de invasie van een aantal heidense West-Germaanse stammen, die later in de vijfde eeuw, naar het lijkt de controle wisten te verkrijgen over Kent en andere kustgebieden. In de late 6e eeuw stuurde paus Gregorius een groep missionarissen naar het koninkrijk Kent om Æthelberht, de koning van Kent te bekeren. Diens vrouw, Bertha van Kent, was een Frankische prinses en een praktiserend christen. Voorafgaand aan zijn Brits avontuur was Augustinus de prior van Gregorius' eigen klooster in Rome. Gregorius bereidde de weg voor de missie voor door steun te vragen en te verkrijgen van de Frankische heersers over de gebieden, die Augustinus op weg naar Britannia moest doorkruisen.
In 597 kwamen de veertig missionarissen in Kent aan. Zij kregen van Æthelberht toestemming om in zijn hoofdstad Canterbury vrijelijk te prediken. Al snel konden de missionarissen Gregorius over hun eerste bekeringen berichten. De exacte datum van Æthelberhts bekering is onbekend, maar moet voor 601 hebben plaatsgevonden. Een tweede groep van monniken en geestelijken werd in 601 uitgezonden. Zij brachten boeken en andere noodzakelijke voorwerpen voor het nieuwe gestichte bisdom mee. Gregorius verhief Augustinus bij deze gelegenheid als metropoliet van het zuidelijk deel van de Britse eilanden. Hij gaf hem de macht over de geestelijkheid van de inheemse Britten, maar in een reeks vergaderingen met Augustinus weigerden deze, daar al veel eerder gevestigde Keltische bisschoppen, om Augustinus' gezag te erkennen.
Voor de dood van Æthelberht in 616 waren er reeds een aantal andere bisdommen gesticht; na die datum won een heidense tegenreactie echter aan momentum. De bisschopszetel van Londen moest zelfs worden opgegeven. Æthelberht's dochter, Æthelburg trad in 625 in het huwelijk met Edwin, de koning van Northumbria. Tegen 627 had Paulinus, de bisschop die zich in haar entourage naar het noorden had vergezeld, Edwin en een aantal andere Northumbriërs tot het christendom bekeerd. Toen Edwin rond 633 tijdens een veldslag tegen de buurstaat Mercia omkwam, werden zijn weduwe en ook Paulinus gedwongen om naar Kent te vluchten. Helemaal succesvol verliep deze bekering dus niet, maar de eerste kiem was ook in Northumbria gezaaid. Hoewel de missionarissen niet in alle plaatsen konden blijven, waar ze hadden geëvangeliseerd, had tegen de tijd dat de laatste van hen in 653 stierf, het christendom in Kent en het omliggende gebieden definitief wortel geschoten. Ook hadden zij de Romeinse traditie van het christendom in Brittannië gevestigd.

## Achtergrond
Tegen het begin van de 4e eeuw was de Romeinse provincie Britannia bekeerd tot het christendom. Men was er zelfs in geslaagd een eigen ketter voort te brengen in de vorm van Pelagius, de grondlegger van het vanuit katholiek oogpunt ketterse pelagianisme. Britannia stuurde in 314 zelfs drie bisschoppen naar de Synode van Arles in het huidige Zuid-Frankrijk. Ook bezocht een Gallische bisschop in 396 het eiland om een beslissende rol te spelen in het beslissen over een aantal kerkelijke tuchtzaken. Loden doopvonten en andere artefacten met daarop christelijke symbolen getuigen van een groeiende christelijke aanwezigheid, in ieder geval tot ongeveer 360.
Nadat de Romeinse legioenen in 410, naar later bleek definitief uit Britannia waren vertrokken, moesten de inwoners zich vanaf dat moment zelf verdedigen. Dat verliep niet geheel succesvol. Vanaf het tweede kwart van de vijfde eeuw wisten niet-christelijke Angelen, Saksen en Juten - collectief aangeduid onder de naam Angelsaksen - zich blijvend te vestigen in de oostelijke en zuidelijke kuststreken van het eiland. Hoewel de meeste inwoners van Britannia christelijk bleven, leidde de isolatie van Rome tot het ontstaan van een aantal typisch Britse praktijken in de vorm van het zogenaamde Keltische christendom, waaronder een nadruk op kloosters in plaats van op bisdommen, verschillen in de correcte berekening van de datum van Pasen en een gewijzigde klerikale tonsuur. Bewijs voor het voortbestaan van het christendom in het oosten van Britannia is op dit moment tweeledig. Ten eerste is het overleven van de cultus van Sint Albanus, ten tweede het optreden van de uitgang eccles - van het Latijnse woord ecclesia (kerk) - in verschillende plaatsnamen. Er is tot nu toe geen enkel bewijs gevonden dat deze inheemse christenen hebben geprobeerd de Angelsaksische nieuwkomers te bekeren.
De Angelsaksische invasies vielen samen met het verdwijnen van de meeste overblijfselen van de Romeinse beschaving in de gebieden die in handen van de Angelsaksen vielen, dit met inbegrip van de economische en religieuze structuren. Of dit een gevolg was van de Angelsaksen zelf, zoals de vroeg-middeleeuwse schrijver Gildas betoogde, of misschien louter toeval, is niet duidelijk. Het archeologische bewijs suggereert de nodige variatie in de manier waarop de stammen zich in Britannia vestigden. Ook viel dit samen met het zo goed als verdwijnen van de stedelijke Romeinse cultuur in Britannia. Het netto-effect was dat toen Augustinus van Canterbury in 597 in Kent aankwam de Angelsaksische koninkrijken slechts weinig continuïteit vertoonden met de er aan voorafgaande Romeinse beschaving. In de woorden van de historicus John Blair, "Augustinus van Canterbury begon zijn missie met een bijna schone lei."

## Voetnoten
1. ↑  Jones, Gregorians Mission, Speculum, blz. 335
2. ↑  McGowan. Introduction to the Corpus of Anglo-Latin Literature, Companion to Anglo-Saxon Literature, blz. 17
3. ↑  Mayr-Harting, Coming of Christianitiy, blz. 50
4. ↑   t.w. Honorius van Canterbury
5. 1 2  Hindley, Brief History of the Anglo-Saxons, blz. 3-9
6. 1 2 3  Mayr-Harting, Coming of Christianity, blz. 78-93.
7. ↑  Frend, Roman Britain, The Cross Goes North, blz. 80-81
8. ↑  Frend, Roman Britain, The Cross Goes North, blz. 82-86
9. ↑  Yorke, Conversion of  Britain, blz. 115-118 bespreekt de kwestie van de "Keltische Kerk" en wat dit nu precies was.
10. ↑  Yorke, Conversion of Britain, blz. 121
11. ↑  Stenton, Anglo-Saxon Engeland, blz. 102
12. ↑  Mayr-Harting, Coming of Christianity, blz. 32
13. ↑  Kirby Earliest English Kings, blz. 23
14. ↑  Yorke, Kings and Kingdoms, blz. 1-2
15. 1 2  Yorke, Kings en Kingdoms, blz. 5-7
16. ↑   Dit bewijs bestaat voornamelijk uit het aantal en de dichtheid van de heidense begrafenissen. Begrafenissen tonen ook variatie in meegegeven grafgoederen; in sommige regio's vindt men meer wapens en bepantsering in de graven dan in andere regio's, wat suggereert dat zich in die regio's meer (succesvolle) krijgers bevonden. Vaak vindt de graven zonder wapens ook tekenen van ondervoeding in de botten, met suggereert dat in deze gevallen om de graven van boeren ging. In sommige van de regio's die werden overgenomen door heidense stammen heeft men een groter aantal graven van boeren gevonden dan elders, wat kan impliceren dat het er in die regio's relatief vreedzamer aan toeging.
17. ↑  Blair, Church in Anglo-Saxon Society, blz. 24-25